# Salaf
Salaf (în arabă سلف, în română „strămoșii” sau „predecesorii”), adesea pomeniți prin expresia respectuoasă al-salaf al-ṣāliḥ (în arabă السلف الصالح, „pioșii predecesori”), sunt considerați reprezentanții primilor trei generații de musulmani, adică generația profetului islamic Mahomed și a însoțitorilor săi (Sahaba), succesorii acestora (Tabi‘un) și succesorii succesorilor (Tabi‘ al-Tabi‘in).
Musulmanii suniți le acordă acestor trei generații o mare autoritate morală. Credința lor islamică este percepută ca deosebit de pură, iar în acest sens este pomenit și un hadis: Muhammad al-Bukhari a consemnat că Ibn Mas’ud, însoțitor al Profetului Mohamed, a relatat că acesta a spus: „Cei mai buni oameni sunt cei din generația mea (sahaba), apoi cei care urmează după ei (tabi'un), apoi cei care urmează după ei (tabi‘ al-tabi‘in)”.
În ziua de astăzi este denumit salafism un curent fundamentalist musulman care pretinde că urmează integral felul de a practica islamul al celor trei generații fondatoare.

## Prima generație
- A se vedea Sahaba

## A doua generație
- Abd al-Rahman ibn Abd-Allah
- Abdullah Ibn Mubarak
- Abu Muslim Al-Khawlani
- Abu Suhail an-Nafi' ibn 'Abd ar-Rahman
- Al-Qasim Ibn Muhammad Ibn Abi Bakr
- Al-Rabi Ibn Khuthaym
- Ali Akbar
- Ali bin Abu Talha
- Ali ibn Husayn (Zain-ul-'Abidin)
- Alqama ibn Qays al-Nakha'i
- Amir Ibn Shurahabil Ash-sha'bi
- Ata Ibn Abi Rabah
- Atiyya bin Saad
- Fatimah bint Sirin
- Hassan al-Basri
- Iyas Ibn Muawiyah Al-Muzani
- Masruq ibn al-Ajda'
- Muhammad ibn al-Hanafiya
- Muhammad Ibn Wasi' Al-Azdi
- Muhammad ibn Sirin
- Muhammad al-Baqir
- Muhammad ibn Muslim ibn Shihab al-Zuhri
- Muhammad ibn Munkadir
- Musa Ibn Nussayr
- Qatadah
- Rabi'ah Al-Ra'iy
- Raja Ibn Haywah
- Rufay Ibn Mihran
- Sa'id bin Jubayr
- Said Ibn Al-Musayyib
- Salamah Ibn Dinar (Abu Hazim Al-A'raj)
- Salih Ibn Ashyam Al-Adawi
- Salim Ibn Abdullah Ibn Umar Ibn al-Khattab
- Shuraih Al-Qadhi
- Tariq ibn-Ziyad
- Tawus Ibn Kaysan
- Umar Ibn Abdul-Aziz
- Umm Kulthum bint Abu Bakr
- Urwah Ibn Al-Zubayr
- Uwais al-Qarni
- Habib Ibn Mazahir
- Hur Ibn Yazeed Al-Rayahi
- Ali Asghar Ibn Husayn
- Abbas Ibn Ali Ibn Abi Talib
- Mohammed Ibn Abdullah Ibn Ja'far
- Aun Ibn Abdullah Ibn Ja'far

## A treia generație
- Muhammad Bin Qasim
- Abdul Rahman Al Ghafiqi
- Zayd ibn Ali
- Abu Hanifah Nuʿmān ibn Thābit ibn Zūṭā ibn Marzubān
- Ja'far al-Sadiq
- Malik ibn Anas
- Muhammad al-Nafs al-Zakiyya
- Muhammad Ibn Idris al-Shafi'i
- Ahmad bin Hanbal
- Dawud al-Zahiri